# When Am I Going to Make a Living
«When Am I Going to Make a Living» — второй сингл с альбома Diamond Life (1984) английской группы Sade. Он был выпущен в 1984 году на студии Epic Records.

## Список композиций
7" сингл (Великобритания)
- Сторона A:

1. «When Am I Going to Make a Living»

- Сторона B:

1. «Should I Love You»

12" макси-сингл (Великобритания)
- Сторона A:

1. «When Am I Going to Make a Living»

- Сторона B:

1. «Why Can’t We Live Together»
2. «Should I Love You»

## Позиции в чартах
1984 год
- Dutch Top 40[2] — 12-е место
- Irish Singles Chart[3] — 28-е место
- UK Singles Chart[4] — 36-е место